# Khurshid af Tabaristan
Khurshid af Tabaristan (Middel Persisk: Spahbed Khwarshēd; Tabari/Moderne Persisk: اسپهبد خورشید, Ispahbod Khurshīd; 734 – 761) (fejlagtigt betegnet som Khurshid 2. af tidligere historikere), var den sidste Dabuyid Ispahbadh (konge) af Tabaristan. Han blev konge i en tidlig alder, og blev som regent overvåget af sin onkel, indtil han blev 14 år. Khurshid forsøgte at befri sit kongerige fra at være en vasalstat af den muslimske kalifat. Han støttede forskellige oprør og opretholdt diplomatiske forbindelser med Kina. Abbaside-kalifatet indtog endeligt  Tabaristan i 760, hvor de fleste medlemmer af kongefamilien blev taget til fange. Khurshid flygtede til Daylam, hvor han begik selvmord i 761.

## Arv og tidlig regeringstid
Khurshid blev født i 734/735, han var søn af Dadhburzmihr (også kendt som Dadmihr, døde 740) og barnebarn af Farrukhan den Store (døde ca. 728), den første hersker af Dabuyid-dynastiet fra hvis regeringstid mønter er kendt. Ifølge den traditionelle beretning, havde Dabuyiderne etableret sig som herskere af Tabaristan i 640erne, hvilket var i løbet af den muslimske erobring af Persien og sammenbrud af det Sassaniderne. Dabuyiderne skyldte kun betaling til det arabiske kalifat, og lykkedes, trods gentagne muslimske forsøg på invasion, at bevare deres selvstændighed ved at udnytte det utilgængelige terræn i deres land. En nyere fortolkning af kilderne af P. Pourshariati, understøtter dog, at Farrukhan var den, der faktisk etableret familiens styrer over Tabaristan, engang i 670erne. I tidligere værker om dynastiet, er Khurshid kaldt for Khurshid 2., på grund af fejlagtig fortolkning af numismatiske beviser, der førte tidligere forskere til at interpolere en første Khurshid før Farrukhan, hvis styre blev anset for at være begyndt ca. 710.
Khurshid efterfulgte sin far som konge da han var kun seks år. På grund af hans unge alders, blev hans onkel Farrukhan den Lille hans regent. Da Khurshid blev gammel nok til at styre Dabuyid-dynastiet på egen hånd, begyndte Farrukhans egne sønner at nægte at anerkende hans krav og forsøgte at overtage tronen. Deres plot var angiveligt forrådt til Khurshid af en slavepige, som hed Varmja Haraviya. Med hjælp af sønnerne af hans fætter Jushnas', Khurshid besejrede og fangede Farrukhans sønner. Senere tog han Varmja Haraviya som sin kone, imens Jushnas' sønner fik høje stillinger i staten. Historikeren Ibn Isfandiyar giver en levende beskrivelse af velstanden i Tabaristan på dette tidspunkt, som var et vigtigt center for tekstilproduktion (herunder silke), og handlede med tyrkerne i Centralasien, sandsynligvis via det Kaspiske Hav. Khurshid siges at have bidraget til denne velstand ved at bygge mange basarer.

## Første oprør mod muslimerne
Khurshid forsøgte også at konsolidere og endda udvide sin kongelige magt, og brugte turbulensen i Umayyade-kalifatet under den tredje islamiske borgerkrig, med at gøre oprør mod kalif Marwan 2., og selv sende en ambassade til Tang Domstolen i 746, der anerkendte ham som en vasal prins.
Under den abbasidiske revolution, var han dog tvunget til at underkaste sig de abbasidiske hære under Abu Muslim. Som en af Abu Muslims vasaller støttede han ham i hans skænderi med kaliffen al-Mansur. Efter kaliffen havde Abu Muslim myrdet i 755, støttede Khurshid det anti-abbasidiske oprør af Sunpadh, der har fået fået fat i en del af Abu muslimsk skat og gav noget af den til Khurshid. Da Sunpadhs oprør blev besejret, flygtede Sunpadh til Tabaristan, men blev dræbt af en af Khurshids fætre, angiveligt fordi han havde undladt at vise manden behørig respekt. Det er dog muligt, at mordet blev iværksat af Khurshid, i håb om at erhverve resten af Abu muslims skat. Al-Mansur sendte sin søn og arving, al-Mahdi, til at inddrive Abu Muslims skat. Khurshid nægtede at have haft det, og al-Mansur forsøgte at vælte Khurshid ved kåringen en af hans fætre som ispahbadh (konge). Dette have ikke den ønskede effekt af udfordrende loyalitet hos Khurshids fag, men Khurshid blev til sidst tvunget til at rumme abbasiderne ved at acceptere en forøgelse af den årlige hyldest, som bragte det til det niveau, der var engang betalt til Sassaniderne. 

## Sidste oprør og fald
Snart efter, benyttede ikke desto mindre, Khurshid brugte mulighed af oprøret af Abd al-Jensen ibn Abd al-Rahman, guvernør i Khorasan, til endnu en gang kaste troskab til kalifatet. Al-Mansur sendte en hær ind i Tabaristan, med henblik på fuldstændig afdæmpning af landet og gøre det til en provins. Khurshid flygtede til en fæstning i bjergene, hvor han blev belejret i 759–760. Selvom Khurshid selv undslap til det nærliggende Daylam, fæstningen i sidste ende faldt, og med det hans familie faldt i hænderne på abbasiderne og blev bragt til Bagdad. Fra Daylam forsøgte Khurshid at genvinde sit Kongerige. Han rejste en hær fra bjerg beboere af regionen, og invaderede Tabaristan i 760. Frastødt, vendte han tilbage til Daylam. Efter indlæring af hans familie fange, siges han at have udbrød "efter dette er der ingen lyst til livet og glæden, og døden er meget trøst og pusterum, selv", og tog gift, sandsynligvis i 761.
Tabaristan blev en regelmæssig provins af kalifatet, som blev styret fra Amul af en arabisk guvernør, selv om de lokale dynastier som Bavandiderne, Kariniderne og Zarmihriderne, tidligere var omfattet af Dabuyids, fortsatte med at styre det bjergrige indre som biflod vasaller af den abbasidiske regering. Mønter blev præget i Tabaristan i Khurshids navn indtil 764, hvorefter navnet på den abbasidiske guvernør blev erstattet.

## Familie
Khurshids sønner, kronprins Dadmihr, Hormozd og Vandad-Hormozd, fik arabiske navne efter deres tilfangetagelse, men ellers er deres skæbne ukendt. Ifølge kinesiske kilder, var en af dem ved Tang ambassaden i Kina efter Tabaristan blev erobret. Khurshids døtre blev uddelt som konkubiner til medlemmer af det abbasidiske dynasti. Navne og slægtsforskning af disse prinsesser er forvirret, men en af dem blev taget af al-Mansur og en anden af hans bror, Abbas ibn Muhammad. Al-Bakhtariyya, en datter af Farrukhan den Lille, blev al-Mahdi konkubine, og det siges, at en anden af al-Mahdis konkubiner, Shakla, var Khurshids datter. I 817, under den fjerde islamiske borgerkrig, vente befolkningen i Bagdad til deres sønner til at gøre dem til kaliffer imod al-Ma'mun. Al-Bakhtariyyas søn al-Mansur ibn al-Mahdi nægtede, men hans halvbror Ibrahim ibn al-Mahdi accepteret og regerede som anti-kalif indtil 819.